# 又吉直樹のヘウレーカ!
『又吉直樹のヘウレーカ!』は、NHK Eテレで2018年4月4日から2021年3月24日まで放送されていた教養バラエティ番組で、又吉直樹の冠番組である。
タイトルの「ヘウレーカ」とは、古代ギリシアの科学者アルキメデスが「アルキメデスの原理」を発見したときに叫んだ言葉（古代ギリシア語の「εὕρηκα（heurēka）」）で、「わかった！」「発見した！」という意味である。

## 概要
日ごろの食や健康など、暮らしに潜む不思議を独自の視点で見つけ出し、ひも解いていく教養バラエティ番組である。自然科学を中心に様々な分野の研究者と語らう。
2018年のレギュラー放送開始以前に、2017年にパイロット版が1回特別番組として放送された。

## 出演者
MC
- 又吉直樹（ピース）

ナレーター
- 吉村崇（平成ノブシコブシ）

## エンディングテーマ
くるり「その線は水平線」

## 放送リスト

### 単発特番
| # | 放送日         | 放送時間      | 出演     | 語り                           | 解説              |
| - | -------------- | ------------- | -------- | ------------------------------ | ----------------- |
| 1 | 2017年 9月27日 | 22:00 - 22:45 | 又吉直樹 | コムアイ（水曜日のカンパネラ） | 千葉逸人 鈴木咲衣 |

### レギュラー放送

#### 2018年
| #  | 放送日   | タイトル                                             | 解説                     | ゲスト   |
| -- | -------- | ---------------------------------------------------- | ------------------------ | -------- |
| 1  | 4月4日   | 「なぜ植物はスキマに生えるのか」                     | 塚谷裕一                 | 山田駿佑 |
| 2  | 4月11日  | 「なぜお祝いに“胡蝶蘭（こちょうらん）”を贈るのか？」 | 塚谷裕一                 | 谷亀高広 |
| 3  | 4月18日  | 「“金縛り”はなぜ起きるのか？」                       | 上田泰己                 |          |
| 4  | 4月25日  | 「サボる“アリ”はいないのか？」                       | 村上貴弘                 | 島田拓   |
| 5  | 5月9日   | 「腹の“ムシ”ってどんな虫？」                         | 藤田紘一郎               |          |
| 6  | 5月16日  | 「月はなぜヒトの心を捉えるのか？」                   | 小久保英一郎             |          |
| 7  | 5月30日  | 「夜の標識 光って見えるのはなぜ？」                  | 吉永正彦                 |          |
| 8  | 6月6日   | 「なぜアリは行列するのか？」                         | 村上貴弘                 | 島田拓   |
| 9  | 6月13日  | 「“男はつらい”ってホント？」                         | 黒岩麻里                 |          |
| 10 | 6月20日  | 「“お前はもう死んでいる”ってホント？」               | 仲野徹                   |          |
| 11 | 7月4日   | 「本当のことは目に見えないのか？」                   | 杉原厚吉                 | 安野光雅 |
| 12 | 7月11日  | 「“ピアノで脳の働きが良くなる”ってホント？」         | 古屋晋一                 |          |
| 13 | 7月25日  | 「星空の向こうに出会いはありますか？」               | 井田茂                   |          |
| 14 | 8月1日   | 「魚も迷子になりますか？」                           | 安田陽一                 | 塚本勝巳 |
| 15 | 8月29日  | 「“ヒアリ”のホントの怖さって？」                     | 村上貴弘                 |          |
| 16 | 9月5日   | 「ホントに鳥は飛びたいのか？」                       | 川上和人                 |          |
| 17 | 9月12日  | 「あの日の“カラダ”に戻れるって！？」                 | 稲見昌彦                 |          |
| 18 | 9月19日  | 「僕はなぜ納豆を食べるようになったのか？」           | 中島春紫                 |          |
| 19 | 10月3日  | 「なぜドリアンは“果物の王様”なの？」                 | 塚谷裕一                 | 近藤友大 |
| 20 | 10月10日 | 「僕たちの目はいつからついてるの？」                 | 五條堀孝                 | 長井敏   |
| 21 | 10月24日 | 「キノコって木の子どもなの？」                       | 塚谷裕一                 | 角田遥夏 |
| 22 | 10月31日 | 「僕はどこからきたのですか？」                       | 篠田謙一 坂上和弘        |          |
| 23 | 11月7日  | 「インフルエンザに何度も“とりつかれる”のはなぜ？」   | 武村政春                 |          |
| 24 | 11月14日 | 「“へそ”はどうしてついているの？」                   | 遠藤秀紀                 |          |
| 25 | 11月28日 | 「なぜ恋はさめてしまうのか？」                       | 奥山輝大                 | 石田純一 |
| 26 | 12月5日  | 「“誰だっけ？”をなくせますか？」                     | 奥山輝大                 |          |
| 27 | 12月19日 | 「独り言をつぶやくのはなぜ？」                       | 岡ノ谷一夫               |          |
| 28 | 12月26日 | スペシャル「“生命”にきまりはありますか？」           | 塚谷裕一 井田茂 玉城絵美 | 吉村崇   |

#### 2019年
| #  | 放送日   | タイトル                                   | 解説                                              | ゲスト                      |
| -- | -------- | ------------------------------------------ | ------------------------------------------------- | --------------------------- |
| 29 | 1月9日   | 「4色ボールペンって便利なの？」            | 鈴木咲衣                                          |                             |
| 30 | 1月16日  | 「かけっこが速いのは親譲り？」             | 仲野徹                                            | 三田翔平                    |
| 31 | 1月30日  | 「“空耳”はなぜ起こる？」                   | 柏野牧夫                                          | パペットマペット            |
| 32 | 2月6日   | 「群れない生き方 わかります？」            | 久世濃子                                          | 黒鳥英俊                    |
| 33 | 2月20日  | 「宝の石ってどんな石？」                   | 本吉洋一                                          | 田邊優貴子                  |
| 34 | 2月27日  | 「“狭い空間”でも居心地よくなりますか？」   | 村上祐資 樋口和生                                 |                             |
| 35 | 3月13日  | 「ボクらはなぜ“絵”を描くのか？」           | 齋藤亜矢                                          |                             |
| 36 | 3月27日  | スペシャル「この“なぜ”はほっとけない！？」 | 仲野徹 鈴木俊貴 瀧本彩加 細将貴 田中康平 岡田泰和 | 吉村崇                      |
| 37 | 4月3日   | 「ボーっとしてても生きられる？」           | 三宅裕志                                          |                             |
| 38 | 4月10日  | 「なぜ植物は春がわかるのか？」             | 塚谷裕一                                          | 坪井勇人                    |
| 39 | 4月17日  | 「“かわいい”ってどういうこと？」           | 入戸野宏                                          |                             |
| 40 | 4月24日  | 「風はどこから吹いてくる？」               | 日下博幸                                          |                             |
| 41 | 5月15日  | 「運動神経って良くなりますか？」           | 内藤栄一                                          |                             |
| 42 | 5月22日  | 「紙1枚で何が折れますか？」                | 三谷純                                            | 酒井敏                      |
| 43 | 5月29日  | 「なぜ単位はいるのだろう？」               | 臼田孝                                            |                             |
| 44 | 6月5日   | 「自分でくすぐっても笑わないのはなぜ？」   | 仲谷正史                                          |                             |
| 45 | 6月19日  | 「“単細胞”をナメてはいけない？」           | 塚谷裕一                                          | 増井真那                    |
| 46 | 6月26日  | 「南の島の楽園って作れるの？」             | 川上和人                                          |                             |
| 47 | 7月3日   | 「僕らの気持ちはどこから生まれるの？」     | 奥山輝大                                          |                             |
| 48 | 7月17日  | 「なぜ駅前の放置自転車が急になくなった？」 | 松村真宏                                          |                             |
| 49 | 7月24日  | 「なぜ水がここに流れているの？」           | 岸由二                                            |                             |
| 50 | 7月31日  | 「なぜハダカじゃなく服を着るのか？」       | 薩本弥生                                          |                             |
| 51 | 8月7日   | 「ボクの時間を増やせませんか？」           | 藤沢健太 一川誠                                   |                             |
| 52 | 8月28日  | 「“筋肉は裏切らない”ってホント？」         | 石井直方                                          | 武田真治                    |
| 53 | 9月4日   | 「毒クラゲはなぜヒトを刺すのか？」         | 三宅裕志                                          |                             |
| 54 | 9月11日  | 「仕事がはかどる椅子 見つけました！」      | 山崎信寿                                          |                             |
| 55 | 9月25日  | 「“茶色い宝石”ってどういうこと！？」       | 福田真嗣                                          |                             |
| 56 | 10月2日  | 「この“怒り”をおさめるには？」             | 川合伸幸                                          | 井下好井                    |
| 57 | 10月16日 | 「スズメバチの巣はなぜ巨大なのか？」       | 小野正人                                          | 蜂天国：塩沢義國            |
| 58 | 10月23日 | 「あなたは何色に見えますか？」             | 栗木一郎                                          | 染色家：小室真以人          |
| 59 | 11月6日  | 「世界最速！？量子コンピューターって何？」 | 大関真之                                          | 近藤龍一                    |
| 60 | 11月13日 | 「又吉の生活改善計画！キャンプ編」         | 大竹文雄 橋本幸士                                 |                             |
| 61 | 11月27日 | 「その匂い、好きですか？」                 | 東原和成                                          |                             |
| 62 | 12月4日  | 「トウガラシはなぜ病みつきになるのか？」   | 塚谷裕一                                          | トウガラシ兼業農家:村山晋作 |
| 63 | 12月18日 | 「オススメ！京都の新名所は鴨川の“橋”！？」 | 高橋良和                                          |                             |
| 64 | 12月25日 | 「生き残れるのはどんなやつ？」             | 吉村仁                                            |                             |

#### 2020年
| #  | 放送日   | タイトル                                          | 解説                       | ゲスト                  |
| -- | -------- | ------------------------------------------------- | -------------------------- | ----------------------- |
| 65 | 1月8日   | 「なぜネコは人をメロメロにするのか？」            | 今泉忠明                   | 高木佐保                |
| 66 | 1月15日  | 「ノー “土” ノー ライフ！？」                     | 藤井一至                   |                         |
| 67 | 1月29日  | 「僕はおっぱいを知らなさすぎた」                  | 浦島匡                     |                         |
| 68 | 2月5日   | 「プラスチックがどうにも止まらない！？」          | 磯辺篤彦                   |                         |
| 69 | 2月19日  | 「雲の“心” 読めますか？」                         | 荒木健太郎                 |                         |
| 70 | 2月26日  | 「だましの手口が今、明らかに！」                  | 藤原晴彦                   |                         |
| 71 | 3月18日  | 「この“なぜ”は ほっとけない！？」                 | 仲野徹 郡司芽久 鈴木ひかる | 吉村崇                  |
| 72 | 3月25日  | 「ロボットと心は通わせられる？」                  | 大澤博隆                   | 大澤正彦                |
| 73 | 4月1日   | 「アリの地下世界 深掘りスペシャル！」             | 村上貴弘 藤岡春菜          | 島田拓                  |
| 74 | 4月8日   | 「新種発見！？こんな生き方“アリ”ですか？」        | 村上貴弘 藤岡春菜 丸山宗利 | 島田拓                  |
| 75 | 4月15日  | 「イヌノフグリはどこへ行った？」                  | 塚谷裕一                   |                         |
| 76 | 4月22日  | 「和食のうまいは“マグマ”のおかげ？」              | 巽好幸                     |                         |
| 77 | 5月6日   | 「世界はコマでできている！？」                    | 山崎詩郎                   |                         |
| 78 | 5月13日  | 「皮膚はすべて知っている？」                      | 傳田光洋                   |                         |
| 79 | 6月3日   | 「ヘウレーカ流新型コロナウイルス 正しく怖がる！」 | 仲野徹                     |                         |
| 80 | 6月17日  | 「離れていても心は通じ合えますか？」              | 大澤博隆                   | 宮本道人 バービー       |
| 81 | 6月24日  | 「今、僕たちには歌がいる！」                      | 岡ノ谷一夫                 | ハンバートハンバート    |
| 82 | 7月8日   | 「深海は“巣ごもり生物”の楽園！？」                | 三宅裕志                   | 鈴木庸平                |
| 83 | 7月15日  | 「ダンゴムシに心はあるのか？」                    | 森山徹                     |                         |
| 84 | 7月29日  | 「不便ってそんなに悪いもの？」                    | 川上浩司                   |                         |
| 85 | 8月5日   | 「ゴジラはほんとにやってくる？！」                | 倉谷滋                     | 八木真澄 タバやん。     |
| 86 | 8月26日  | 「それでもお肉は食べられる！？」                  | 竹内昌治 日比野愛子        |                         |
| 87 | 9月2日   | 「大舞台で実力を発揮できますか？」                | 工藤和俊                   | ゆにばーす              |
| 88 | 9月16日  | 「僕らはみんな“あぶれ者”だった！？」              | 多田将                     |                         |
| 89 | 9月23日  | 「今日から変わる！？ 道路の見方」                 | 高橋良和                   |                         |
| 90 | 10月7日  | 「富士山はなぜ美しいのか?」                       | 鎌田浩毅                   | 児玉智洋                |
| 91 | 10月14日 | 「“このタコ!”は ほめ言葉?」                       | 池田譲                     | ｔａｃｏｔａｃｏ        |
| 92 | 10月28日 | 「かけばかくほどかきたくなるのはなぜ?」           | 柿木隆介                   |                         |
| 93 | 11月4日  | 「なぜ犬は人になつくのか？」                      | 菊水健史                   | 中岡創一                |
| 94 | 11月18日 | 「なぜ人は“空気”を読むのか？」                    | 児玉聡                     | ぼる塾                  |
| 95 | 11月25日 | 「釣りは科学でうまくなる？」                      | 海野徹也                   | 吉田将之                |
| 96 | 12月9日  | 「プログラミングでクリスマスの準備って？」        | 栗山直子                   | 西原明法 野田クリスタル |
| 97 | 12月16日 | 「ぶっちゃけベートーベンって何が偉いの？」        | 野本由紀夫                 | 岸田繁                  |
| 98 | 12月23日 | 「イチョウは臭くてもなぜ愛される？」              | 塚谷裕一                   |                         |

#### 2021年
| #   | 放送日  | タイトル                                                                    | 解説       | ゲスト                     |
| --- | ------- | --------------------------------------------------------------------------- | ---------- | -------------------------- |
| 99  | 1月13日 | 「なぜボクは酔っ払いたくなるのか？」                                        | 小倉明彦   | 村上健志                   |
| 100 | 1月20日 | 「友達の友達はみな友達って本当？」                                          | 羽田野直道 |                            |
| 101 | 2月3日  | 「どうすれば密を避けられる？」                                              | 西成活裕   |                            |
| 102 | 2月24日 | 「その記憶 未来にどうやって伝えますか？」                                   | 渡邉英徳   | 庭田杏珠                   |
| 103 | 3月3日  | 「クモの糸にはかなわない！？」                                              | 中田兼介   |                            |
| 104 | 3月10日 | 「東日本大震災10年 小さな微生物の大きな力とは？」                           | 鈴木庸平   |                            |
| 105 | 3月17日 | 最終回シリーズ この”なぜ”は止まらない！ 「ボクも100歳まで生きられますか？」 | 仲野徹     | 三浦恭子 武部貴則 斎藤幸平 |
| 106 | 3月24日 | 最終回シリーズ この”なぜ”は止まらない！ 「“なぜ”を愛していいですか？」      | 塚谷裕一   | 松原始                     |

## スタッフ
単発特番
- ディレクター：野溝友也
- プロデューサー：堤響子
- 制作統括：堀川篤志、吉村恵美、小林みつこ
- 制作：NHKエデュケーショナル
- 制作・著作：NHK、テレビマンユニオン

レギュラー
- イラスト：浅生ハルミン、杉﨑貴史
- ディレクター：田川友紀、山本恵梨子、野溝友也
- プロデューサー：山田治宗
- 制作統括：堀川篤志、吉村恵美
- 制作：NHKエデュケーショナル
- 制作協力：テレコムスタッフ、テレビマンユニオン
- 制作・著作：NHK